# Nuculana tenuisulcata
Nuculana tenuisulcata är en musselart som först beskrevs av Couthouy 1838.  Nuculana tenuisulcata ingår i släktet Nuculana och familjen tandmusslor. Inga underarter finns listade i Catalogue of Life.